# Amad Diallo
Amad Diallo (* 11. července 2002) je profesionální fotbalista z Pobřeží slonoviny, který hraje na pozici křídla nebo záložníka za anglický klub Manchester United FC a národní tým Pobřeží slonoviny.

## Mládí
Diallo se narodil v Abidžanu v Pobřeží slonoviny a již ve velmi mladém věku emigroval do Itálie. V září 2014 začínal v mládežnickém týmu Boca Barco, kde ve stejném roce zaujal na vánočním turnaji; jako nejmladší hráč na hřišti byl nejlepším střelcem turnaje. Diallo byl oficiálně zaregistrován do týmu 14. ledna 2015.

## Klubová kariéra

### Atalanta

#### 2015–2020: Mládežnická kariéra
Během působení v Boca Barco se o něj zajímala řada klubů Serie A, a tak Diallo v roce 2015 přestoupil do Atalanty. Zatímco v sezóně 2015/16 začínal s týmem do 14 let, Diallo se rychle přesunul do týmu do 15 let. Zahrál si ve Final Eight, ve finále skóroval proti AS Řím a pomohl svému týmu k zisku ligového titulu.
Během sezóny 2016/17 hrál za tým do 15 let a v sezóně 2017/18 se přesunul do týmu do 17 let, kde ve 27 zápasech vstřelil 12 gólů. V sezóně 2018/19 vstřelil 12 gólů a připsal si sedm asistencí v 16 zápasech a šest gólů a šest asistencí ve 26 zápasech na Campionato Primavera 1, šampionátu do 19 let. V sezóně 2018/19 vyhrál s Atalantou titul v této mládežnické kategorii.
V roce 2019 vyhrál Diallo Supercoppa Primavera, když asistoval u obou branek při finálové výhře 2:1 nad Fiorentinou. Ve 25 ligových zápasech vstřelil šest gólů a přidal šest asistencí a pomohl Atalantě vyhrát Campionato Primavera 1 v sezóně 2019/20 podruhé za sebou.

#### 2019–2021: Seniorská kariéra
Diallo debutoval v Serii A 27. října 2019, kdy nastoupil jako náhradník v 79. minutě proti Udinese a o čtyři minuty později vstřelil svůj první gól při domácí výhře 7:1. Stal se tak prvním hráčem narozeným v roce 2002, který skóroval v italské nejvyšší soutěži. Poprvé byl povolán do zápasu Ligy mistrů UEFA 11. prosince 2019 jako nevyužitý náhradník při venkovním vítězství 3:0 nad Šachtarem Doněck.
Diallův první ligový zápas v sezóně 2020/21 se odehrál 28. listopadu 2020, kdy nastoupil jako náhradník v 77. minutě proti Hellasu Verona; Atalanta doma prohrála 0:2. Diallo debutoval v Lize mistrů 1. prosince poté, co byl v 68. minutě proti Midtjyllandu při domácí remíze 1:1 střídán.

### Manchester United
2020/21: Debutová sezóna
Dne 5. října 2020 Manchester United souhlasil s podpisem smlouvy s Diallem v lednu 2021, pokud se dohodnou na osobních podmínkách, složení lékařského průkazu a vydání pracovního povolení. Vykázaný poplatek činil 25 – 40 milionů eur včetně bonusů. Diallo oficiálně přestoupil 7. ledna 2021 na základě pětileté smlouvy s opcí na další rok.
Diallo vstřelil branku při svém debutu za tým do 23 let při výhře 6:3 nad Liverpoolem 30. ledna. Poprvé byl povolán do seniorského týmu 9. února jako nevyužitý náhradník v zápase pátého kola FA Cupu proti West Hamu United, který skončil výhrou Manchesteru United 1:0 po prodloužení. Dne 18. února debutoval v prvním týmu United jako náhradník za Masona Greenwooda při výhře 4:0 nad Realem Sociedad v prvním kole play-off Evropské ligy. Svůj první gól za United vstřelil 11. března při domácí remíze 1:1 s AC Milán v prvním utkání osmifinále Evropské ligy.
Dne 13. března byl Diallo vybrán IFFHS do mládežnického týmu roku 2020 konfederace CAF (v kategorii U20). V FA Cupu debutoval 21. března, kdy nastoupil jako náhradník v 84. minutě při venkovní porážce 1:3 s Leicesterem City ve čtvrtfinále. Dne 11. května debutoval v Premier League proti Leicesteru City, když asistoval u gólu Masona Greenwooda při porážce 2:1; bylo to poprvé po 15 letech, kdy teenager asistoval u gólu v Premier League.
Diallo odehrál svůj první zápas sezóny 2021/22 8. prosince 2021, kdy nastoupil do zápasu skupinové fáze Ligy mistrů UEFA proti Young Boys.

#### 2022–2023: Hostování v Rangers a Sunderlandu
Diallo odešel 27. ledna 2022 na hostování do skotského klubu Rangers FC na zbytek sezóny 2021/22. Svůj debut si odbyl 29. ledna, kdy vstřelil úvodní gól zápasu při venkovní remíze 3:3 s Ross County.
Dne 31. srpna 2022 se Diallo připojil k Sunderlandu v EFL Championship na sezónní hostování. Svůj první gól za Sunderland vstřelil 22. října při domácí porážce 2:4 s Burnley. Se třemi góly v pěti prosincových zápasech získal ocenění pro nejlepšího mladého hráče měsíce v EFL Championship. Diallo zakončil sezónu se 14 góly a 4 asistencemi ve všech soutěžích, včetně přímého kopu ze vzdálenosti 25 yardů v semifinále play-off proti Luton Town.
Dne 30. prosince 2023 odehrál svůj první zápas za Manchester United po více než dvou letech jako náhradník při porážce 2:1 s Nottinghamem Forest.

## Reprezentační kariéra
Diallo byl poprvé povolán do národního týmu Pobřeží slonoviny 18. března 2021 na kvalifikační zápasy Afrického poháru národů 2021 proti Nigeru a Etiopii ve dnech 26. a 30. března. Debutoval proti Nigeru, když nastoupil jako náhradník v 86. minutě. Dne 5. června 2021 vstřelil Diallo svůj první reprezentační gól v přátelském utkání proti Burkině Faso z přímého kopu v 97. minutě a pomohl svému týmu doma vyhrát 2:1.
Dne 3. července 2021 byl Diallo jmenován do týmu Pobřeží slonoviny do 23 let pro Letní olympijské hry 2020. Diallo debutoval na olympijských hrách a asistoval u gólu při výhře 2:1 nad Saúdskou Arábií 22. července. Na turnaji se objevil čtyřikrát.

## Styl hry
Je to rychlý a dynamický hráč s vysokými technickými schopnostmi a dobrým přehledem o hře. Skutečnost, že dokáže hrát oběma nohama, z něj dělá všestranného hráče.

## Osobní život
Diallo je muslim. Italský pas obdržel v prosinci 2020.
Dne 11. července 2020, v den svých 18. narozenin, si Amad změnil jméno na Instagramu z "Amad Traoré" na "Amad Diallo" s popiskem "už mi neříkej Traoré". V září 2020 bylo jeho jméno legálně změněno na Amad Diallo.

## Statistiky

### Klubové
Platí k zápasu hranému 30. prosince 2023.
| Klub                   | Sezóna            | Liga                 | Liga   | Liga | Národní pohár | Národní pohár | Ligový pohár | Ligový pohár | Kontinentální | Kontinentální | Ostatní | Ostatní | Celkově | Celkově |
| Klub                   | Sezóna            | Soutěž               | Zápasy | Góly | Zápasy        | Góly          | Zápasy       | Góly         | Zápasy        | Góly          | Zápasy  | Góly    | Zápasy  | Góly    |
| ---------------------- | ----------------- | -------------------- | ------ | ---- | ------------- | ------------- | ------------ | ------------ | ------------- | ------------- | ------- | ------- | ------- | ------- |
| Atalanta               | 2019/20           | Serie A              | 3      | 1    | 0             | 0             | —            | —            | 0             | 0             | —       | —       | 3       | 1       |
| Atalanta               | 2020/21           | Serie A              | 1      | 0    | —             | —             | —            | —            | 1             | 0             | —       | —       | 2       | 0       |
| Atalanta               | Celkově           | Celkově              | 4      | 1    | 0             | 0             | —            | —            | 1             | 0             | —       | —       | 5       | 1       |
| Manchester United      | 2020/21           | Premier League       | 3      | 0    | 1             | 0             | —            | —            | 4             | 1             | —       | —       | 8       | 1       |
| Manchester United      | 2021/22           | Premier League       | 0      | 0    | 0             | 0             | 0            | 0            | 1             | 0             | —       | —       | 1       | 0       |
| Manchester United      | 2022/23           | Premier League       | 0      | 0    | 0             | 0             | 0            | 0            | 0             | 0             | —       | —       | 0       | 0       |
| Manchester United      | 2023/24           | Premier League       | 1      | 0    | 0             | 0             | 0            | 0            | 0             | 0             | —       | —       | 1       | 0       |
| Manchester United      | Celkově           | Celkově              | 4      | 0    | 1             | 0             | 0            | 0            | 5             | 1             | —       | —       | 10      | 1       |
| Rangers (hostování)    | 2021/22           | Scottish Premiership | 10     | 3    | 3             | 0             | —            | —            | 0             | 0             | —       | —       | 13      | 3       |
| Sunderland (hostování) | 2022/23           | Championship         | 37     | 13   | 3             | 0             | 0            | 0            | —             | —             | 2       | 1       | 42      | 14      |
| Celkově v kariéře      | Celkově v kariéře | Celkově v kariéře    | 55     | 17   | 7             | 0             | 0            | 0            | 6             | 1             | 2       | 1       | 70      | 19      |

### Reprezentační
Platí k zápasu hranému 28. března 2023.
| Národní tým       | Rok     | Zápasy | Góly |
| ----------------- | ------- | ------ | ---- |
| Pobřeží slonoviny | 2021    | 3      | 1    |
| Pobřeží slonoviny | 2023    | 1      | 0    |
| Celkově           | Celkově | 4      | 1    |

#### Reprezentační góly
Platí k zápasu hranému 28. března 2023.
Skóre a výsledky Pobřeží slonoviny jsou vždy zapsány jako první. Góly Amada Dialla jsou zvýrazněny.
| Gól | Datum          | Místo                                                          | Zápas | Soupeř       | Skóre | Výsledek | Soutěž          |
| --- | -------------- | -------------------------------------------------------------- | ----- | ------------ | ----- | -------- | --------------- |
| 1.  | 5. června 2021 | Stade National de la Côte d'Ivoire, Abidžan, Pobřeží slonoviny | 2.    | Burkina Faso | 2:1   | 2:1      | Přátelský zápas |

## Úspěchy
Manchester United
- Poražený finalista Evropské ligy UEFA: 2020/21

Rangers
- Scottish Cup: 2021/22
- Poražený finalista Evropské ligy UEFA: 2021/22

Individuální
- Nejoblíbenější hráč roku podle fanoušků: 2022/23

- Mládežnický tým roku konfederace CAF podle IFFHS: 2020
- Sunderlandský mladý hráč roku: 2022/23